# San Juan Atitán
San Juan Atitán – miasto w zachodniej Gwatemali, w departamencie Huehuetenango, około 32 km na północny zachód od stolicy departamentu, miasta Huehuetenango i około 40 km od granicy państwowej z meksykańskim stanem Chiapas. Miasto leży w górach Sierra Madre de Chiapas na wysokości 2356 m n.p.m.
Według danych szacunkowych w 2012 roku liczba ludności miasta wyniosła 2593 mieszkańców.
Przemysł spożywczy, włókienniczy.
Jest siedzibą władz gminy o tej samej nazwie, która w 2012 roku liczyła 15 565 mieszkańców. Gmina jak na warunki Gwatemali jest bardzo mała, a jej powierzchnia obejmuje 64 km².